# Megalagrion jugorum
Megalagrion jugorum is een libellensoort uit de familie van de waterjuffers (Coenagrionidae), onderorde juffers (Zygoptera).
De soort werd op de Rode Lijst van de IUCN meerdere keren beoordeeld als uitgestorven, maar is in 2020 toch aangemerkt kritiek en dus niet uitgestorven. Bij deze herbeoordeling werd wel gemeld dat de soort mogelijk al uitgestorven is.
De wetenschappelijke naam van de soort is voor het eerst geldig gepubliceerd in 1899 door Perkins.